# كثيات الشعيرة
كثيات الشُعيرة (الاسم العلمي: Ulotrichales)، رتبة من الطحالب الخضراء تتبع خيضورانية أولفانية.
جنس لم تحسم فصيلته (أصنوفة غير محددة)
- Trichosarcina

## الفصائل
- Binucleariaceae
- Collinsiellaceae
- Gayraliaceae
- Gloeotilaceae
- Gomontiaceae
- Hazeniaceae
- Helicodictyaceae
- Kraftionemaceae
- Monostromataceae
- Planophilaceae
- Sarcinofilaceae
- Tupiellaceae
- كث الشعيرات